# Historia de Dream Theater
Dream Theater se formó en septiembre de 1985 cuando el guitarrista John Petrucci y el bajista John Myung decidieron formar una banda en su tiempo libre, mientras estudiaban en el Berklee College of Music en Boston. Se toparon con un baterista de nombre Mike Portnoy en una de las salas de ensayo de Berklee, y después de dos días intentándolo, lograron convencerlo de que se uniera a su banda. El trío se dispuso a llenar los puestos faltantes en la banda, y Petrucci le pidió a su compañero de banda de la preparatoria, Kevin Moore, que tocara los teclados. Él aceptó, y cuando Chris Collins fue reclutado para cantar, la banda estaba completa.
El quinteto acordó el nombre Majesty para su grupo recién formado (un nombre inspirado por la descripción de Portnoy de la sección de cierre del tema "Bastille Day" de Rush).
Durante el día, Portnoy, Petrucci y Myung se las ingeniaban para seguir con sus estudios y a la vez tener algún empleo de tiempo parcial y dar clases. Su agenda se volvió tan apretada que se vieron forzados a tomar una decisión entre lograr una carrera en música y disolver la banda, pero Majesty ganó y los tres dejaron Berklee para concentrarse en su música.
Moore también dejó su universidad, SUNY Fredonia, para concentrarse en la banda.

## 1986-1990
En noviembre de 1986, después de algunos meses escribiendo y tocando juntos, Chris Collins dejó la banda por diferencias creativas con los otros miembros. Después de un año intentando encontrar un reemplazo, Charlie Dominici, quien era mucho mayor y más experimentado que cualquiera en la banda, superó la audición para entrar en el grupo. Con la estabilidad del compromiso que Dominici trajo a Majesty, empezaron a tocar en más espectáculos tanto dentro como en los alrededores del área de Nueva York, y consiguieron un monto considerable de exposición para una banda que no había lanzando ningún álbum todavía.
Impulsándolos un poco más hacia el éxito, se hizo el lanzamiento en 1986 de una colección de demos conocida hoy como The Majesty Demos. El lote inicial de 1000 unidades se vendió por completo al cabo de seis meses, y copias caseras de casete se esparcieron como fuego descontrolado en la escena del metal progresivo alrededor del mundo. A causa de la devoción de los fans de Dream Theater a través de los años, The Majesty Demos aún están a día de hoy disponibles en su formato original en cinta, a pesar de haber sido lanzados oficialmente en CD a través de YtseJam Records de Mike Portnoy.
Poco tiempo después del lanzamiento de los demos, un grupo de jazz de Las Vegas también llamado Majesty amenazó con acciones legales por infringimiento de propiedad intelectual en relación con el uso de su nombre, así que la banda fue forzada a adoptar un nuevo nombre. Varias posibilidades fueron propuestas y estudiadas, hasta que el padre de Portnoy sugirió el nombre Dream Theater, que era el de un teatro en Monterey, California.
Con nuevo nombre y nuevo cantante, Dream Theater se concentró en escribir más material y dar más conciertos alrededor de New York y estados vecinos, atrayendo finalmente el interés de Mechanic Records, una división de MCA. Dream Theater firmó su primer contrato de grabación con Mechanic en 1988 y se dispuso a lanzar su primer álbum.
When Dream and Day Unite fue lanzado en 1989 con mucha menos fanfarria de lo que banda se esperaba. Mechanic terminó rompiendo la mayoría de las promesas financieras que le habían hecho a Dream Theater antes del firmar el contrato, así que la banda estaba restringida a tocar alrededor de Nueva York. La gira promocional del álbum consistió en solo cinco conciertos, todos de los cuales fueron en New York o Rhode Island.
Después del cuarto de estos conciertos, Dominici fue despedido a causa de diferencias personales y creativas entre él y el resto de la banda. Poco después, sin embargo, Marillion le pidió a Dream Theater abrir para ellos en un concierto el Ritz en New York, así que a Dominici se le dio la oportunidad de actuar una última vez. Pasarían dos años más antes de que Dream Theater tuviera otro vocalista de tiempo completo.

## 1991-1994
Luego del despido de Dominici, Dream Theater peleó exitosamente para ser liberado de su contrato con Mechanic, y se dispuso a audicionar vocalistas y a escribir material para su próximo álbum.
A mediado de los 1990s, en un concierto en New York, Dream Theater presentó a su nuevo vocalista, Steve Stone, como su nuevo cantante. Él interpretó solo tres canciones con la banda antes de que fuese despedido por actuar menos que adecuadamente. Pasaron cinco meses antes de que Dream Theater diera otro concierto, esta vez totalmente instrumental, y desde entonces hasta mediados de 1992 no tomaron la tarima del todo.
En vez de eso, dedicaron su tiempo primariamente a audicionar otros vocalistas, mientras continuaban escribiendo y desarrollando más música. Durante este periodo escribieron la mayor parte de la música que luego se convertiría en el álbum Images and Words.
En su búsqueda de un nuevo cantante audicionaron a más de 200 personas, incluyendo al exmiembro de Fates Warning, John Arch, todos rechazados por varias razones. No fue sino hasta finales de 1991, cuando una cinta llegó desde Canadá, que encontrarían a alguien que podría encajar. Kevin James Labrie, de la banda de glam rock Winter Rose, fue llevado inmediatamente a New York para una audición adecuada. LaBrie interpretó tres canciones con la banda, y decidieron contratarlo inmediatamente para llenar el puesto de vocalista vacante por mucho tiempo. Una vez contratado, LaBrie decidió no usar su primer nombre para evitar confusión con el otro Kevin de la banda.
En los meses siguientes, la banda reasumió sus conciertos (aún cerca de New york City mayormente), y trabajó en las líneas vocales para toda la música que habían escrito hasta ese punto. ATCO Records (ahora Eastwest), una división de Elektra Records, firmó a Dream Theater con un contrato de siete álbumes, basados en la fuerza de su reputación y un demo de tres canciones (luego hecho disponible con el nombre de "The ATCO Demos" para el club de fans de Dream Theater).
El primer álbum grabado bajo su nuevo contrato fue Images and Words, que sería lanzado en 1992. La discográfica lanzó un sencillo y un videoclip musical del tema Another Day para promocionarlo, pero ninguno de los dos logró un impacto fuerte en las carteleras o en la radio. Sin embargo, Pull Me Under, logró un alto nivel de exposición en la radio, sin ninguna promoción organizada por la banda o su disquera. En respuesta, ATCO produjo un videoclip de Pull Me Under, que estuvo en rotación fuerte en MTV durante un número de semanas. Un tercer videoclip de "Take the Time" fue producido, pero no fue ni cercanamente tan exitoso como Pull Me Under.
El éxito de Pull Me Under, combinado con una gira incansable por Estados Unidos y Japón, causó que Images and Words alcanzara la certificación de disco de oro en los Estados Unidos y platino en Japón. Le siguió una gira por Europa en 1993, que incluyó un espectáculo en el famoso Marquee jazz club de Londres. Ese espectáculo fue grabado y lanzado como Live at the Marquee, El primer álbum en vivo oficial de Dream Theater. Adicionalmente, una compilación en vídeo de sus conciertos japoneses (mezclado con algunas secuencias estilo documental de la parte fuera de la tarima de la gira) fue lanzado como Images and Words: Live in Tokyo.
Ansiosos de trabajar en material fresco, Dream Theater se retiró al estudio en mayo de 1994.  Las sesiones fueron las primeras en las que Dream Theater como un todo escribió música juntos específicamente para un álbum.
Awake, el tercer álbum en estudio de Dream Theater, fue lanzando en octubre de 1994 en una proclamada controversia entre los fans. Poco antes de que el álbum fuese mezclado, Moore anunció al resto de la banda que deseaba concentrarse en sus propios intereses musicales, y que dejaría Dream Theater. Esto golpeó duramente a la banda que había disfrutado de solo dos años de estabilidad después de una primera década tumultuosa, pero a Moore no le interesaba más la vida del músico en giras o el tipo de metal progresivo que Dream Theater interpretaba, así que las dos partes tomaron caminos separados.
Como resultado de esa noticia, la banda tuvo que detenerse para encontrar un tecladista de reemplazo en vez de iniciar una gira directamente.
Por su alto perfil para ese entonces, no tuvieron escasez de músicos de donde escoger. Jens Johansson, quien se convertiría en un miembro de Stratovarius, estuvo entre los nombres más grandes en audicionar, pero no encontraron a nadie apropiado para el puesto hasta que Jordan Rudess fue contactado.
Portnoy y Petrucci vieron a Rudess en la Keyboard Magazine, que le otorgó el premio de "mejor talento nuevo" en su encuesta de lectores de ese año, y lo invitaron a tocar en un concierto de prueba con la banda en el Concrete Foundations Forum en Burbank, California. El concierto estuvo increíblemente bien, y Dream Theater le pidió a Rudess que tomar el puesto de tecladista de manera permanente, pero Dixie Dregs le había pedido ir de gira con ellos al mismo tiempo. Rudess decidió que el compromiso necesario en Dream Theater era mucho para él y para su joven familia, así que el puesto menos intrusivo en las giras de los Dregs fue escogido.
Desilusionados, Dream Theater contrató a Derek Sherinian (cuyo trabajo previo incluía temporadas con Alice Cooper y Kiss) para llenar el puesto en la gira promocional de Awake. Para el cierre de esa gira, la banda decidió tomar a Sherinian como el reemplazo de tiempo completo de Moore.

## 1995-1998
Los fans alrededor del mundo, unidos a través de la lista de correo electrónico YtseJam, la forma de comunicación más popular entre fans de Dream Theater para ese momento, ejercieron una enorme presión sobre la banda para que publicaran su canción A Change of Seasons. Había sido escrita en 1989 con la intención de incluirla en el álbum Images and Words, pero con casi 17 minutos de longitud fue tachada de muy larga, y puesta en el archivo para una fecha posterior. A pesar de ello, la banda la interpretaba ocasionalmente (con gran recepción) y continuó trabajando en ella en los años siguientes hasta 1995, cuando aún no había señales de que vería la luz del día en un álbum oficial hasta que los fans enviaron una petición a EastWest Records.
La petición fue exitosa, y el grupo entró a BearTrack Studios en New York en abril de 1995 para reescribir y grabar su épico, que ahora era de más de 23 minutos de largo. Sería la primera contribución de Sherinian a la banda en lo que a composición se refiere, quien puso un significativo monto de su personalidad en la pista.
Jugaron con varias ideas sobre como diseminar A Change of Seasons, pero finalmente acordaron hacer el lanzamiento como un EP, junto con una colección de covers adicionales grabados en vivo en el "Uncovered Show", concierto dado para los fanes en el "Ronnie Scott Jazz Club".
Después de una corta gira "one-off" de conciertos para promocionar A Change of Seasons, Dream Theater se tomó un descanso por algunos meses. Lograron sin embargo mantenerse ocupados, lanzando un CD especial de Navidad a través de su club de fans oficial que contenía algunas pistas en vivo poco comunes grabadas en los primeros años de existencia de la banda. Continuarían con esta tradición hasta el 2005, lanzando un nuevo CD todas las navidades.
El descanso también incluyó trabajo individual en algunas composiciones para sus próximas sesiones de composición.
Mientras tanto, sucedían algunos cambios en EastWest, y el contacto principal de Dream Theater con la disquera fue despedido. Como resultado, la nueva gente en la compañía no estaba totalmente acostumbrada a la relación que Dream Theater tenía previamente con EastWest, y presionaron a la banda para escribir un álbum que fuese accesible a las personas más allá de su base de fans de metal progresivo.
A finales de 1996, entraron al estudio para escribir su siguiente álbum. En adición a, y como medio para, presionar a la banda en adoptar un sonido más mainstream, EastWest reclutó al compositor/productor Desmond Child para que trabajara con Petrucci en la reescritura de las letras de su demo "You Or Me". La banda rehízo el trabajo musical sustancialmente para esa canción, y apareció en el álbum como You Not Me en una forma que era solo un tanto reminescente de la original. Child también tuvo un impacto macroscópico en el álbum, que tuvo un notable cambio hacia composiciones que eran menos complejas y más amigables a la radio.
La banda escribió material para casi dos CD, incluyendo una secuela de 20 minutos de la canción de Images and Words, Metropolis Part 1: The Miracle and the Sleeper. La disquera, sin embargo, no permitió el lanzamiento de un álbum doble porque sentía que un disco de 140 minutos no sería digerible por el público general, así que la mitad de las canciones tuvieron que ser excluidas. La mayoría de las canciones no usadas fueron publicadas por otro medios más adelante, ya fuese en los CD de Navidad de club de fans o en presentaciones en vivo.
El material que logró quedarse en el álbum como tal fue lanzado con el nombre de Falling into Infinity, el cual tuvo una recepción mezclada entre los fans tradicionales de Dream Theater, muchos de los cuales quería escuchar otro Images and Words o Awake. A pesar de que el álbum contiene algunos sonidos muy progresivos, las pistas como Hollow Years y You Not Me llevaron a algunos a pensar que era el amanecer de un Dream Theater nuevo, de sonido mainstream, tal cual el lanzamiento de Empire, que había anunciado el mismo cambio para Queensrÿche. El álbum fue una decepción tanto crítica como comercial. Irónicamente, las canciones que EastWest había marcado como candidatas para ser lanzadas como sencillos, You Not Me y Hollow Years, fracasaron en hacer un impacto en la radio y en las carteleras.
En años recientes, el álbum ha sido rehabilitado hasta cierto punto, y el interés fue renovado cuando Portnoy indicó que los demos, incluyendo pistas excluidas de un corte progresivo más tradicional como Raise the Knife, serían lanzadas a través de YtseJam Records.
El periodo inmediatamente antes y durante el lanzamiento de Falling Into Infinity fue particularmente frustrante para una banda que había disfrutado de libertad total con su música hasta ese punto, y la tensión de haber tenido que lidiar con el lado corporativo de lanzar un álbum casi destruyó la banda. Portnoy consideró terminar con la banda a causa de sus nuevas restricciones impuestas, un hecho que no discutió públicamente sino muchos años después, y que se guardó durante la gira promocional.
Durante la parte en Europa de la gira mundial de Falling Into Infinity, dos espectáculos fueron grabados para un álbum en vivo llamado Once In A LIVEtime, en Francia y Holanda. El álbum fue lanzado cerca del mismo momento que el vídeo 5 Years in a LIVEtime, que era una crónica del tiempo transcurrido entre el momento en que Kevin Moore dejó la banda y el de la gira promocional de Falling Into Infinity.
En 1997, Mike Varney de Magna Carta Records invitó a Portnoy a ensamblar un súpergrupo para trabajar en un álbum, que se convertiría en el primero de una larga lista de proyectos alternos para los miembros de Dream Theater. La alineación que finalmente se asentó consistía de Portnoy en la batería, Petrucci en la guitarra, Tony Levin en el bajo, y Jordan Rudess, que había terminado ya con la gira de Dixie Dregs para ese momento, en los teclados. La banda asumió el nombre de Liquid Tension Experiment, y actuaría como un medio a través del cual Portnoy y Petrucci podrían una vez más tratar de convencer a Rudess de unirse a Dream Theater. Le extendieron una invitación para unirse en 1999, y aceptó la oferta para convertirse en el tercer tecladista de tiempo completo de Dream Theater. Desgraciadamente para Sherinian, eso significaba que se quedaba sin trabajo.
Muchos fanes culparon a Sherinian de la decepción de Falling Into Infinity, y su despido fue percibido como el acuerdo tácito de Dream Theater con esta noción. Eso fue tal vez injusto, porque las presiones corporativas puestas sobre la banda en ese momento no eran culpa de nadie en la banda, pero Sherinian fue visto como el chivo expiatorio a pesar de todo.

## 1999-2001
Armados con otro nuevo miembro, Dream Theater entró a BearTracks Studio una vez más para escribir y grabar su siguiente álbum. Quizá como respuesta la negativa de Falling Into Infinity, esta vez su discográfica le dio a la banda completa libertad con su música. La secuela a "Metropolis Part 1", que había sido escrito en las sesiones de Falling Into Infinity (pero no usado en ese álbum), se sacó del archivo como la primera cosa en la que debían trabajar.
Decidieron expandir el tema de 20 minutos a un álbum completo conceptual, con una historia que se desenvolvía alrededor de temas como la reencarnación, el asesinato y la traición. Para evitar revuelo entre los fans, y apretado velo de secreto envolvió el proceso de composición y grabación. Las únicas cosas que los fans conocían antes de su lanzamiento eran un listado de pistas que se había colado contra los deseos de la banda, y una fecha de lanzamiento. No sabían nada sobre el título, la música o siquiera sobre el hecho de que era un álbum conceptual.
En 1999, Metropolis, Pt. 2: Scenes From a Memory fue lanzado con muy buena opinión de la crítica. Fue catalogado como la obra maestra de Dream Theater por muchos fans y críticos por igual, a pesar del hecho de que solo alcanzó el #73 en la cartelera de álbumes en los Estados Unidos.
Una gira mundial masiva fue lo siguiente, con más de un año de duración, y presentándose en más países de los que habían visitado jamás.
Los conciertos, que eran mucho más grandes que cualquier cosa que la banda había intentado antes, reflejaban el aspecto teatral del álbum. Interpretaron Scenes From a Memory de principio a fin, con una pantalla de vídeo que la pared de fondo del escenario mostrando un acompañante narrativo de la historia del álbum. Aparte de interpretar el álbum entero, la banda también interpretó un segundo set con otros temas Dream Theater, y algunas nuevas interpretaciones de material más viejo de Dream Theater.
Para una presentación especial en el Roseland Ballroom de New York City, se contrataron actores para interpretar los personajes en la historia, y un coro góspel se enlistó para actuar en algunas secciones del espectáculo. Un actor interpretó el papel del hipnoterapista, y la cantante de góspel Theresa Thomason cantó las líneas del personaje principal femenino, Victoria.
Este espectáculo, el último en Estados Unidos de la gira, fue grabado para el primer lanzamiento en DVD de la banda. Después de muchos retrasos técnicos, los fans de Dream Theater finalmente pusieron sus manos sobre el DVD, titulado Metropolis 2000: Scenes from New York, a principios del 2001. Un corto tiempo después de su lanzamiento, la banda anunció que una versión en audio del concierto, con el setlist completo de cuatro horas (mucho del cual tuvo que ser recortado del DVD por restricciones de espacio), sería lanzado un poco después.
La carátula de la versión en CD del concierto, titulado Live Scenes From New York, mostraba uno de los primeros logos de Dream Theater (el corazón en llamas de la era de Images And Words, asemejando el Sagrado Corazón de Jesús) modificado para mostrar una manzana (por "la gran manzana") en vez del corazón, y el cielo de New York, incluyendo las torres gemelas del World Trade Center, en la llama de encima. En una desafortunada coincidencia, el álbum fue lanzado el mismo día que los ataques terroristas del 11 de septiembre en los Estados Unidos. El álbum fue inmediatamente recogido, pero muchas copias fueron conseguidas por coleccionistas de Dream Theater como un artículo muy poco común de la historia de la banda. Fue relanzado con nuevo arte en la carátula un corto tiempo después.

## 2002 en adelante
Dejando atrás ese calvario, Dream Theater entró una vez más en BearTracks Studios para grabar su sexto álbum en estudio. Cuatro años después de que solicitaran por primera vez a EastWest el lanzamiento de un álbum doble, obtuvieron su oportunidad finalmente con Six Degrees of Inner Turbulence. El primer disco contiene cinco pistas entre 5-13 minutos de duración, y el segundo disco fue dedicado exclusivamente a la pista de 42 minutos que le da nombre al álbum, que es la canción de Dream Theater más larga hasta la fecha.
El génesis de esa canción ocurrió cuando Rudess compuso lo que se convertiría en la "overtura" de Six Degrees of Inner Turbulence, y la banda tomó diferentes melodías e ideas contenidas en ella, y las expandió en capítulos de la pieza completa.
Six Degrees of Inner Turbulence terminó siendo recibido muy bien por los críticos y la prensa. Fue el álbum más publicitado de Dream Theater desde Awake, debutando en la cartelera Billboard de número 46 y en la cartelera Billboard Internet de número 1.
Durante el siguiente año y medio hicieron gira por el mundo una vez más, con un espectáculo en vivo extendido una vez más, incluyendo algunos conciertos especiales de "álbum cover", en los que interpretaron The Dark Side of the Moon de Pink Floyd, Master of Puppets de Metallica y The Number of the Beast de Iron Maiden por completo. 
El año 2003 también dejó ver una reunión de Kevin Moore y Mike Portnoy, nueve años después de que Moore dejara Dream Theater. Jim Matheos, guitarrista y compositor para Fates Warning, reclutó el par, junto con Sean Malone, para tocar en su proyecto OSI. Su primer álbum Office of Strategic Influence, puede ser descrito como una versión más pesada del trabajo de Moore, Chroma Key, y fue muy bien recibido por la mayor parte del mundo prog, incluyendo fans de Dream Theater. Para Portnoy fue algo diferente seguir instrucciones sobre como tocar de Moore y Matheos, dado que él estaba esencialmente haciendo el papel de "miembro" de la banda en vez del de "líder" al que está acostumbrado en Dream Theater, pero su actuación con OSI ha sido aplaudida por muchos críticos.
También ese año, Dream Theater entró al estudio para escribir y grabar otro álbum. Desde Scenes From A Memory venían componiendo y grabando simultáneamente en el estudio, pero para traer un enfoque fresco al álbum nuevo cambiaron un poco el proceso, instalándose aparte tres semanas antes de la grabación, en las que escribieron y desarrollaron el material.
En medio de las sesiones de grabación para ese álbum, se ideó una gira especial en Estados Unidos con otras dos bandas de peso pesado del metal progresivo, Queensrÿche y Fates Warning. La gira Escape From The Studio American tour, como fue referida en el material promocional del Dream Theater, presentaba a Queensÿche y Dream Theater como actos principales, alternando el derecho a actuar entre ciudades, y Fates Warning actuando como "teloneros". Como un cierre de cada concierto, Dream Theater y Queensrÿche actuaban juntos en tarima simultáneamente, frecuentemente haciendo covers.
Al término de esa gira el grupo retornó al estudio para terminar la grabación de su séptimo álbum, Train of Thought, que fue su álbum más pesado hasta ese punto. Se concentraron más en componer un gran álbum orientado a canciones (eso es, una colección de canciones en vez de un álbum como una sola composición), con un enfoque mental inspirado en los covers de Master of Puppets y Number of the Beast en un concierto previo. Como resultado, el sonido heavy metal de esos dos álbumes parecía arrastrarse también dentro de Train of Thought.
El álbum fue un éxito crítico, pero alienó una buena parte de los fans de Dream Theater que disfrutan más un rock progresivo tradicional como Yes o King Crimson, que el heavy metal moderno como Tool. Sin embargo, parecía expandir la base de fans de Dream Theater a nuevo territorio, ese del heavy metal mainstream y el nu-metal.
Otra gira mundial se hizo a continuación, en la cual Dream Theater hizo las funciones de "telonero" para una de sus mayores influencias, Yes. Una gira norteamericana modesta fue completada por las dos bandas, después de la cual Dream Theater continuó para recorrer el mundo con sus así llamados espectáculos "Evening With".
Su siguiente movimiento fue lanzar otra combinación de CD/DVD, esta vez grabado en el famoso Nippon Budokan Hall en Tokio, Japón en su gira mundial de Train of Thought. Live at Budokan fue lanzado el 5 de octubre del 2004, e impulsó la reputación de Dream Theater como uno de los mejores actos en vivo del metal progresivo.
Al completar la gira promocional de Train of Thought, Dream Theater entró a los estudios Hit Factory en New York City para grabar su octavo álbum. Resultó ser el último grupo en grabar en el famoso estudio, y después de culminar la última sesión, las luces del estudio fueron apagadas para siempre.
El álbum lleva por título Octavarium, y fue lanzado el 7 de junio del 2005.
En 2006 la banda lanza el trabajo en directo Score, grabado el 1 de abril de ese mismo año en el Radio City Music Hall de Nueva York. Es un álbum conmemorativo del aniversario número 20 de la banda, editado en formato DVD doble y CD triple. En el concierto la banda compartió tarima por primera vez con una orquesta sinfónica completa para la interpretación de más de 90 minutos de música de Dream Theater.
En el 2007 ha salido el álbum "Systematic Chaos", de enorme calidad, el cual se podría considerar un recogimiento de todos sus álbumes anteriores, ya que contiene tanto partes comerciales, como aquellas metal-progresivas a las cuales nos tienen acostumbrados.
En junio de 2009 lanzan su décimo CD de estudio llamado Black Clouds & Silver Linings. Vuelven a los sonidos más melódicos parecidos a Octavarium. Finaliza la saga de Alcohólicos Anónimos de Portnoy con The Shattered Fortress. Posee dos temas singles que serían A Rite of Passage y Wither y su tema de larga duración The Count of Tuscany.
En septiembre de 2010, Dream Theater sufre la pérdida de uno de sus fundadores y líderes, Mike Portnoy. Esta salida es atribuida al desgaste físico producido por los más de 20 años de trabajo sin descanso para la banda, así como sus múltiples otros proyectos. El mismo mes, el resto de la banda asegura que los trabajos de grabación del próximo disco (ya sin Portnoy) se iniciarán el 2011, seguido por un tour mundial promocionando el nuevo material. En sus propias palabras, Mike  aclaró: «Quería tomar un descanso, parar para volver con energías recargadas, como han hecho muchas bandas tales como Rage Against The Machine, por ejemplo, pero los demás miembros de la banda no coincidieron conmigo y no quisieron parar, así que fui yo el que se tuvo que marchar. Pese a esto, sería una tragedia si no me volviese a subir a un escenario con Dream Theater, es la banda de mi vida.»